# Requiem d-Moll (Cherubini)
Das Requiem Nr. 2 in d-Moll für Männerchor und Orchester wurde 1834–1836 vom italienischen Komponisten Luigi Cherubini auf Anregung des Pariser Erzbischofs komponiert.

## Entstehung
Der damalige Erzbischof von Paris, Hyacinthe-Louis de Quélen, kritisierte 1834 Cherubinis erstes Requiem (Requiem in c-Moll), weil es auch Frauenstimmen verlangt, und untersagte eine Aufführung in einer Trauermesse in Paris. In der Folge komponierte der schon 74-jährige Cherubini das Requiem in d-Moll nur für Männerstimmen, brauchte aber zwei Jahre bis zur Fertigstellung am 24. September 1836 in Montlignon.

## Rezeption
Die Uraufführung fand nochmals anderthalb Jahre später am 25. März 1838 in Paris statt. Wenngleich das erste Requiem ein größerer Erfolg war, zeugt das zweite von nicht minderer musikalischer Qualität und wurde – wie Cherubini als Komponist zu Lebzeiten – als große kirchenmusikalische Schöpfung gefeiert. Auf Wunsch des Komponisten wurde es anlässlich dessen eigener Beerdigungszeremonie im Frühling 1842 aufgeführt. Nach seinem Tod gerieten er und seine Werke größtenteils in Vergessenheit, so auch dieses Requiem, welches heutzutage im Gegensatz zum Requiem in c-Moll selten aufgeführt wird.

## Besetzung
Für die Besetzung wählte Cherubini ein klassisches Orchester: 1 große Flöte, 1 Piccoloflöte, 2 Oboen, 2 Klarinetten, 2 Fagotte, 4 Hörner, 2 Trompeten, 3 Posaunen, 2 Pauken sowie Streicher.
Die Chorstimmen wurden entsprechend der französischen Gepflogenheit als dreistimmiger Männerchor komponiert, wobei häufige Stimmteilungen in allen drei Lagen oft zu vier- oder gar fünfstimmigen Abschnitten führen.

## Unterteilung
- Introitus et Kyrie: Der Introitus steht in der Grundtonart d-Moll und beginnt nach kurzer orchestraler Einleitung mit polyphoner Sequenzierung von mehreren kurzen Chorthemen. Als Hauptinstrument wird dabei nicht die Violine, sondern das Violoncello verwendet. Die Violine kommt erst beim Dies Irae zu ihrem ersten Einsatz. Nach einer Reprise des ersten Themas folgt das in B-Dur stehende Kyrie, welches gegen Ende nach d-Moll zurück moduliert und mittels Plagalschluss von g-Moll nach D-Dur den Chorsatz beendet. Der orchestrale Ausklang am Schluss hingegen moduliert wieder in die Grundtonart d-Moll zurück.
- Graduale: Das Graduale, welches bei einer liturgischen Aufführung nach der Epistel folgen würde, beginnt mit einer kurzen a-Moll-Vollkadenz, welche vom Chor – bis zum Schluss a cappella – in a-Moll imitiert und dann einmal in der Paralleltonart F-Dur sequenziert wird. In den folgenden sequenzierenden Themen wird die für Cherubini bekannte chromatische Stimmführung deutlich. Das Stück endet mit einem Vollschluss auf A-Dur.
- Dies irae: Die durchkomponierte Totensequenz wechselt im ersten Teil zwischen homophonen Fortissimo-Abschnitten, welche kurz und prägnant gehalten sind, und kanonisierten und imitierten polyphonen Tonfolgen in mezzopiano. Ab der Stelle Judex ergo kehrt eine vermeintliche Ruhe ein, welche durch das Fortissimo des Rex tremendae gebrochen wird, aber bis zu fons pietatis wieder zurückkehrt. Den folgenden Abschnitt kürzte Cherubini durch das Polytexturverfahren (jede Stimme singt gleichzeitig je zwei Verse allein) bis zum kurzen lautstarken Confutatis, das wiederum in einen ruhigen Abschnitt führt. Nach dem klagenden, wieder in d-Moll stehenden Lacrimosa wird für das abschließende, friedvoll anmutende Pie Jesu nach D-Dur gewechselt. Wie im Kyrie kehrt die Tonart aber während des orchestralen Ausklangs nach d-Moll zurück.
- Offertorium: Das in F-Dur stehende Offertorium beginnt majestätisch mit der Anrufung des Königs der Ehren, des Herrn Jesus, und geht über in einen ruhigen, mit viel Chromatik verzierten Teil. Das lieblich klingende Sed signifer wird von den Tenören mit den hohen Orchesterstimmen alleine gesungen, bevor die Bässe zur kurzen rasanten Fuge Quam olim Abrahae ansetzen. Wieder in Larghetto und d-Moll steht das anschließende Hostias et preces, welches wiederum viel Chromatik aufweist und in einen schwebenden C-Dur-Schluss mündet. Den Schluss bildet die Reprise der Fuge Quam olim Abrahae, welche in den folgenden Engführungen verlängert und mit den chromatischen Elemente der homophonen Teile zuvor vereint wird. Hier wird der spätere Einfluss Cherubinis auf Rossinis Tonsprache deutlich.
- Sanctus: Das feierliche Sanctus steht in B-Dur und ist am Anfang und gegen Schluss durchgehend forte bis fortissimo; einzig der kurze Mittelteil Benedictus ist piano. Integrales Thema sind die Hosanna in excelsis-Rufe vor dem Benedictus und in sequenzierter Form danach bis zum Schluss sowie die opulent eingesetzten Pauken.
- Pie Jesu: Das bei einer liturgischen Aufführung bei der Einsegnung vorgetragene Pie Jesu beginnt mit einem kurzen Klarinettenmotiv in Begleitung der Holzbläser in g-Moll, welches vom Chor a cappella dreimal verarbeitet wird; in den Chorpausen dazwischen erklingt immer wieder das Klarinettenmotiv mit der Holzbläserbegleitung. Im Schlussakkord des zweiten Chorteils wird nach G-Dur gewechselt. An den dritten Chorteil schließt sich beim Wort sempiternam eine kurze Überleitung zu einer vierten Verarbeitung an. Der orchestrale Schluss der Holzbläser nimmt nochmals das Motiv auf, bevor unisono auf G geendet wird.
- Agnus Dei: Das abschließende Agnus Dei steht wieder in der Grundtonart d-Moll. Das Thema Agnus Dei wird dreimal imitierend wiederholt, und jedes Mal schließt sich der A-cappella-Satz dona eis requiem an, wobei jedes Mal harmonisch variiert wird, aber wieder nach d-Moll zum Themabeginn zurückgekehrt wird. an den dritten Chorsatz schließen sich kurze Tonfolgen mit verminderten Septakkorden, und die Bassstimmen imitieren einen Orgelpunkt, während sich die Tenöre darüber drei- bis vierstimmig harmonisch frei bewegen. Eine kurze Steigerung zum Lux aeterna markiert den ersten Höhepunkt, welcher im Quia pius es wieder verlassen wird. Hierbei singen die einzelnen Chorstimmen nacheinander eine absteigende Melodiefolge in B-Dur, jeweils begleitet von der Oboe (Tenor I), Klarinette (Tenor II) oder Fagott (Bass). Der lange Schlusston der Bässe führt zum Schlussteil, in welchem die Bässe auf dem D einen Orgelpunkt imitieren und von den Tenören auf dem A um zwei Takte versetzt als Kanon gefolgt werden, daneben bewegen sich die Orchesterstimmen harmonisch frei um den D-Orgelpunkt. Zur finalen Steigerung des Chores ins Forte des luceat eis wird nochmals nach D-Dur gewechselt, bevor nach dem unisono auf D endenden Chorschlussakkord das Orchester das Requiem ruhig und wieder in d-Moll zurückgekehrt ausklingen lassen.